# Засыпкин, Борис Николаевич
Бори́с Никола́евич Засы́пкин (1891, Миасс, Оренбургская губерния — 1955, Ташкент) — русский, советский архитектор и реставратор.

## Биография

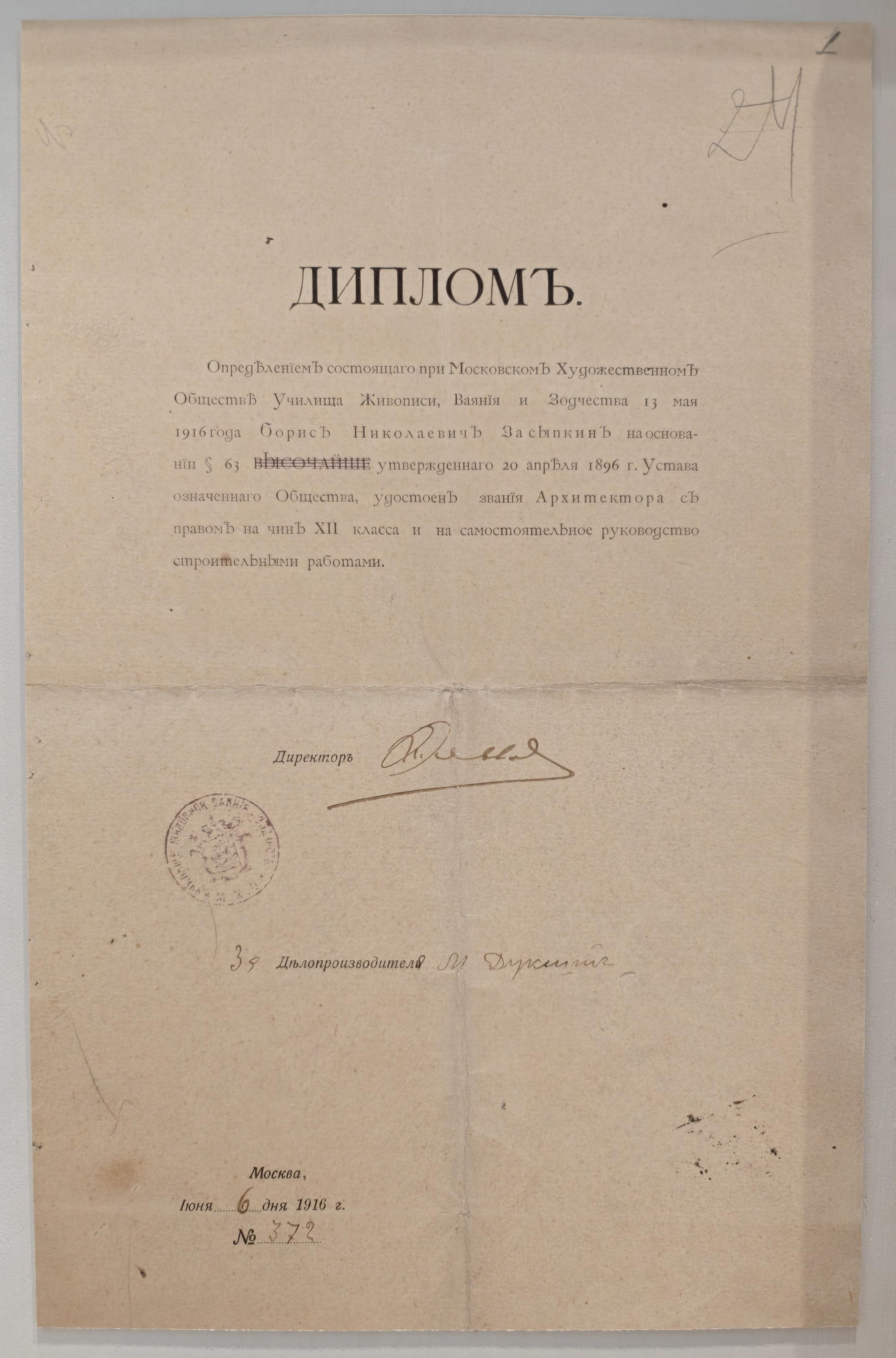
Диплом Бориса Николаевича Засыпкина

Б. Н. Засыпкин окончил в 1916 году Московское училище живописи, ваяния и зодчества (МУЖВЗ). С 1912 он принимал участие в реставрационных работах в Москве в селе Коломенском и в здании Сухаревой башни.
В период 1919—1923 годов он занимался охраной памятников в Томске и Костроме.
В конце 1920-х годов по приглашению У. Боданинского много работал в Крыму. Результаты исследований архитектуры Крымского ханства публиковал в нескольких статьях.
В 1928—1929 годах экспедиция в составе Б. Н. Засыпкина, У. Боданинского и О. Акчокраклы раскопала остатки средневековой мечети XIV века на Чуфут-Кале.
Жил в Москве по адресу: Хоромный тупик, 9, кв. 18. В 1934 году Б. Н. Засыпкин был арестован и сослан. С 1937 года он жил и работал в Узбекистане, работал архитектором в управлении охраны памятников. После 1953 года Б. Н. Засыпкин был назначен начальником управления охраны памятников Узбекистана.
Скончался Б. Н. Засыпкин в Ташкенте в 1955 году и похоронен на Боткинском кладбище города.